# Кам'янківська степова ділянка
Кам'янкі́вська степова́ діля́нка — ботанічна пам'ятка природи місцевого значення в Україні. Розташована в межах Тернопільського району Тернопільської області, на захід від села Кам'янок, поруч з автошляхом E50 і старим вапняковим кар'єром.
Площа 2,9 га. Оголошена об'єктом природно-заповідного фонду рішенням виконкому Тернопільської обласної ради від 30 серпня 1990 № 189 зі змінами, затвердженими рішенням Тернопільської обласної ради від 27 квітня 2001 № 238. Перебуває у віданні Підволочиського заводоуправління будматеріалів.
Під охороною — наскельно-степова рослинність. Особливо цінні ясенець білий, гніздівка звичайна (занесена до Червоної книги України), горицвіт весняний, гадючник шестипелюстковий (занесений до Переліку рідкісних і таких, що перебувають на межі зникнення, видів рослинного світу на території Тернопільської області) та інші. Місце оселення корисної ентомофауни.